# Fritz Theilen
Fritz Wilhelm Theilen (né le 27 septembre 1927 à Cologne, mort le 18 avril 2012 dans la même ville) est un résistant allemand au nazisme, membre des Pirates Edelweiss et du Groupe d'Ehrenfeld.

## Biographie
Fritz Theilen est le premier des douze enfants d'un habitant du quartier ouvrier d'Ehrenfeld et entre à l'âge de dix ans en 1937 dans la Deutsches Jungvolk. Au fil du temps, cependant, il s'éloigne du groupe et est ensuite expulsé en 1940 pour insubordination contre le chef du groupe de jeunes. Il cherche à prendre contact avec des jeunes en marge du système nazi autour de Barthel Schink, avec qui il organise des activités, même illégales, contre les groupes dirigeants. Au cours de son apprentissage en tant qu'outilleur à Ford-Cologne, il est un membre du Schnellkomando de la police et des pompiers au moment des bombardements. Après plusieurs arrestations et interrogatoires, il disparaît en avril 1944, mais est de nouveau arrêté après le 20 juillet 1944 et transféré dans un camp d'entraînement militaire puis dans une annexe du camp de concentration de Dachau, d'où il s'enfuit à nouveau. Quand la Seconde Guerre mondiale est finie, il vit dans l'Allgäu. En août 1945, il revient vivre à Cologne.
Il travaille comme outilleur chez Ford jusqu'au milieu des années 1980 et est également délégué syndical. En 1984, il publie un livre sur son engagement dans la résistance. Le Groupe d'Ehrenfeld n'est plus qualifié de criminel et réhabilité dans les années 1990. Avec les pirates Edelweiss de Cologne encore vivants, il reçoit de la main du maire de Cologne, Jürgen Roters, en avril 2011, la Croix de chevalier de l'Ordre du Mérite de la République fédérale d'Allemagne.